# Моисика (Бузау)
Моисика (рум. Moisica) насеље је у Румунији у округу Бузау у општини Смени. Oпштина се налази на надморској висини од 71 m.

## Становништво
Према подацима из 2002. године у насељу је живело 372 становника, од којих су сви румунске националности.